# Aubrey Powell
Aubrey Powell, född 19 april 1918 i Cwmtwrch, Wales, död 27 januari 2009, var en walesisk professionell fotbollsspelare. 
Powell började som amatör i Cwm Wanderers och Swansea Town men är mest ihågkommen som en vänsterinner i Leeds United. Han spelade 247 matcher och gjorde 64 mål i Leeds mellan 1935 och 1948, varav 114 ligamatcher och 25 ligamål, resten var matcher under krigsåren. Han spelade dessutom en kortare tid för Everton och Birmingham City innan han avslutade sin karriär 1951. 
Han spelade 8 landskamper och gjorde 1 mål för Wales.